# Alfredo Gobbi
Alfredo Julio Floro Gobbi (* 14. Mai 1912 in Paris; † 21. Mai 1965 in Buenos Aires) war ein argentinischer Geiger, Bandleader und Tangokomponist, der als El violín romántico del tango berühmt wurde.

## Leben und Wirken
Gobbi wurde 1912 in Paris geboren, wo zu dieser Zeit seine Eltern Flora und Alfredo Eusebio Gobbi als Vokalduett Los Gobbi auftraten. Sein Pate war der Komponist Ángel Villoldo. Er wuchs in Buenos Aires auf, begann im Alter von sechs Jahren Geige zu spielen und trat dreizehnjährig in Trioformationen bei Tanzbällen auf. 1927 spielte er in dem von Antonio Lozzi geleiteten Orchester des Teatro Nuevo. 1930 wurde er gemeinsam mit Aníbal Troilo in das von Elvino Vardaro und Osvaldo Pugliese geleitete Sextett aufgenommen. 1935 spielte er die Erste Geige in Pedro Laurenz’ Orchester. In dieser Zeit entstanden seine ersten Kompositionen wie Desvelo, Mi paloma, De punta y hacha und Cavilando.
Ab 1942 leitete Gobbi ein eigenes Orchester. Mit diesem spielte er zwischen 1947 und 1957 zahlreiche Titel beim Label RCA-Victor ein, darunter ein LP mit vierzehn Instrumentalstücken. Seinem Orchester gehörten im Laufe der Zeit viele namhafte Tangomusiker an, darunter die Pianisten César Zagnoli, Ernesto Romero, Lalo Benítez, Roberto Cicare und Osvaldo Tarantino, die Bandoneonisten Mario Demarco, Edelmiro D’Amario, Cayetano Cámara, Alberto Garralda, Tito Rodríguez, Eduardo Rovira und Osvaldo Piro, die Kontrabassisten Juan José Fantín, Omar Sansone, Alcides Rossi, Ramón Dos Santos und Osvaldo Monteleone und die Geiger Antonio Blanco, Bernardo Germino, Hugo Baralis, Ariol Gessaghi, Miguel Silvestre und Eduardo Salgado.

## Aufnahmen
- La viruta
- Jueves
- El incendio
- Orlando Goñi
- Racing Club
- Chuzas
- Pelele
- La catrera
- El andariego
- Nueve puntos
- Camandulaje
- El engobiao
- Puro apronte
- Independiente Club